# Ralph Fiennes

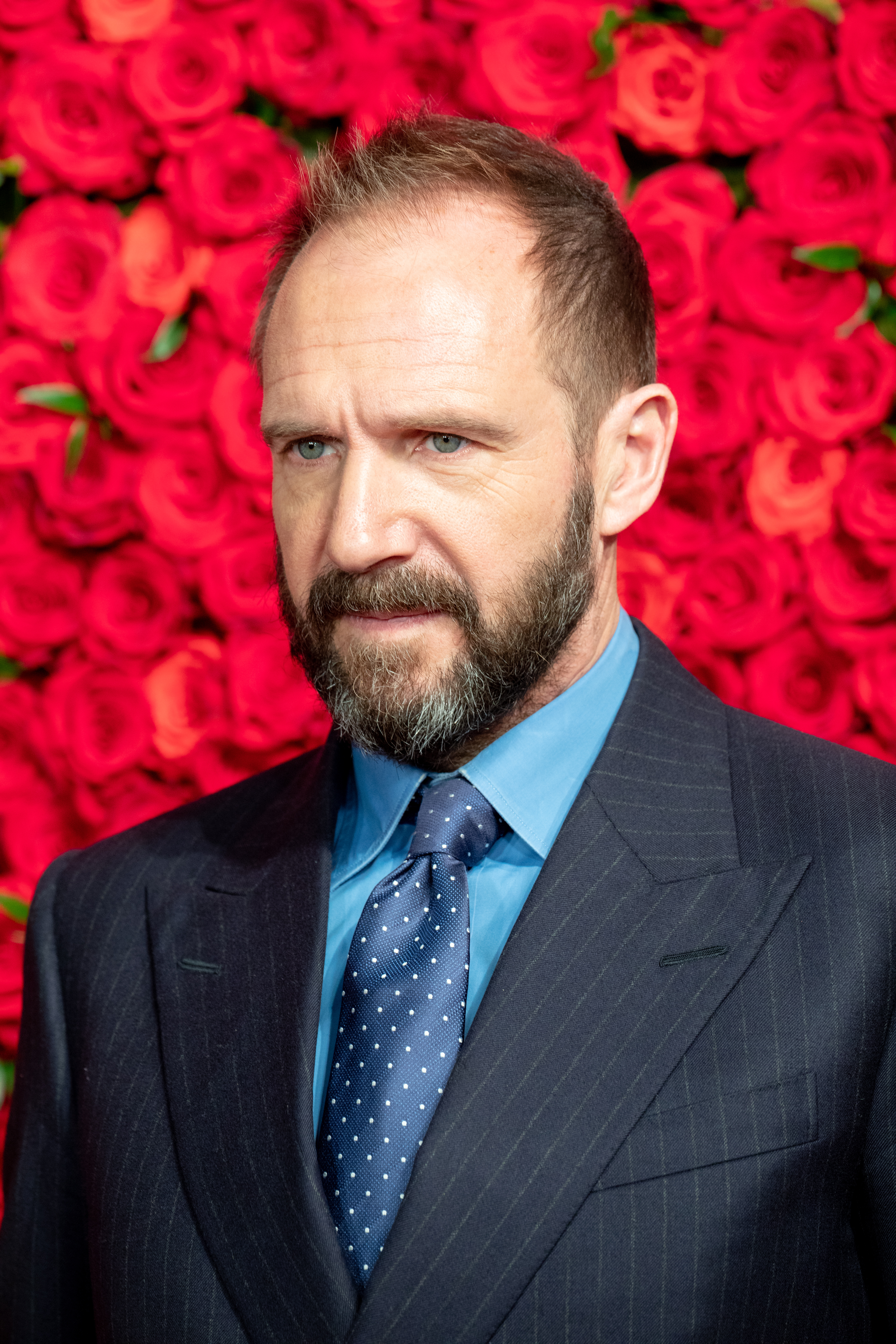
Ralph Fiennes (2018)

Ralph Nathaniel Twisleton-Wykeham-Fiennes ([ˈɹɛɪf ˈfaɪnz]; * 22. Dezember 1962 in Ipswich, Suffolk, England) ist ein britischer Schauspieler und Filmregisseur.
Zu seinen bekanntesten Rollen zählen die Darstellung von Amon Göth in Schindlers Liste, von Graf László Almásy in Der englische Patient, von Lord Voldemort in der Harry-Potter-Filmreihe, von M. Gustave H. in Grand Budapest Hotel und seit 2012 die Verkörperung von M, dem Direktor des MI6 in den James-Bond-Filmen.

## Leben

### Familie
Ralph Fiennes stammt aus der weitverzweigten Adelsfamilie Twisleton-Wykeham-Fiennes. Er ist der älteste Sohn des Fotografen und Illustrators Mark Fiennes (1933–2004) und der Schriftstellerin Jennifer Lash (1938–1993). Aus dieser Ehe stammten ferner Magnus (Komponist und Musikproduzent), die Zwillinge Joseph Fiennes (ebenfalls Schauspieler – Shakespeare in Love, Luther) und Jacob Mark (Förster), außerdem die Töchter Martha Maria (Regisseurin) und Sophia Victoria (Dokumentarfilmregisseurin). Er ist der Enkel des Industriellen Maurice Fiennes. Als Pflegebruder wuchs Michael Emery (Archäologe) (* 1952) mit ihnen auf. Der Familie Twisleton-Wykeham-Fiennes gehört auch der Forscher und Abenteurer Sir Ranulph Fiennes an. Fiennes ist Neffe des Theologieprofessors Nicholas Lash und Großneffe des Benediktinerpaters Dom Sebastian Moore.
Fiennes und seine Geschwister lebten – durch die Berufswechsel des Vaters bedingt – an verschiedenen Orten in England und Irland und wohnten unter anderem in West Cork.
Von 1993 bis 1997 war Ralph Fiennes mit der Schauspielerin Alex Kingston verheiratet – sie hatten zusammen die Schauspielschule besucht. Zwischen 1995 und 2006 war Fiennes mit der britischen Schauspielerin Francesca Annis liiert, die er bei einer Hamlet-Produktion kennenlernte, in der sie Hamlets Mutter spielte.

### Ausbildung und Karriere

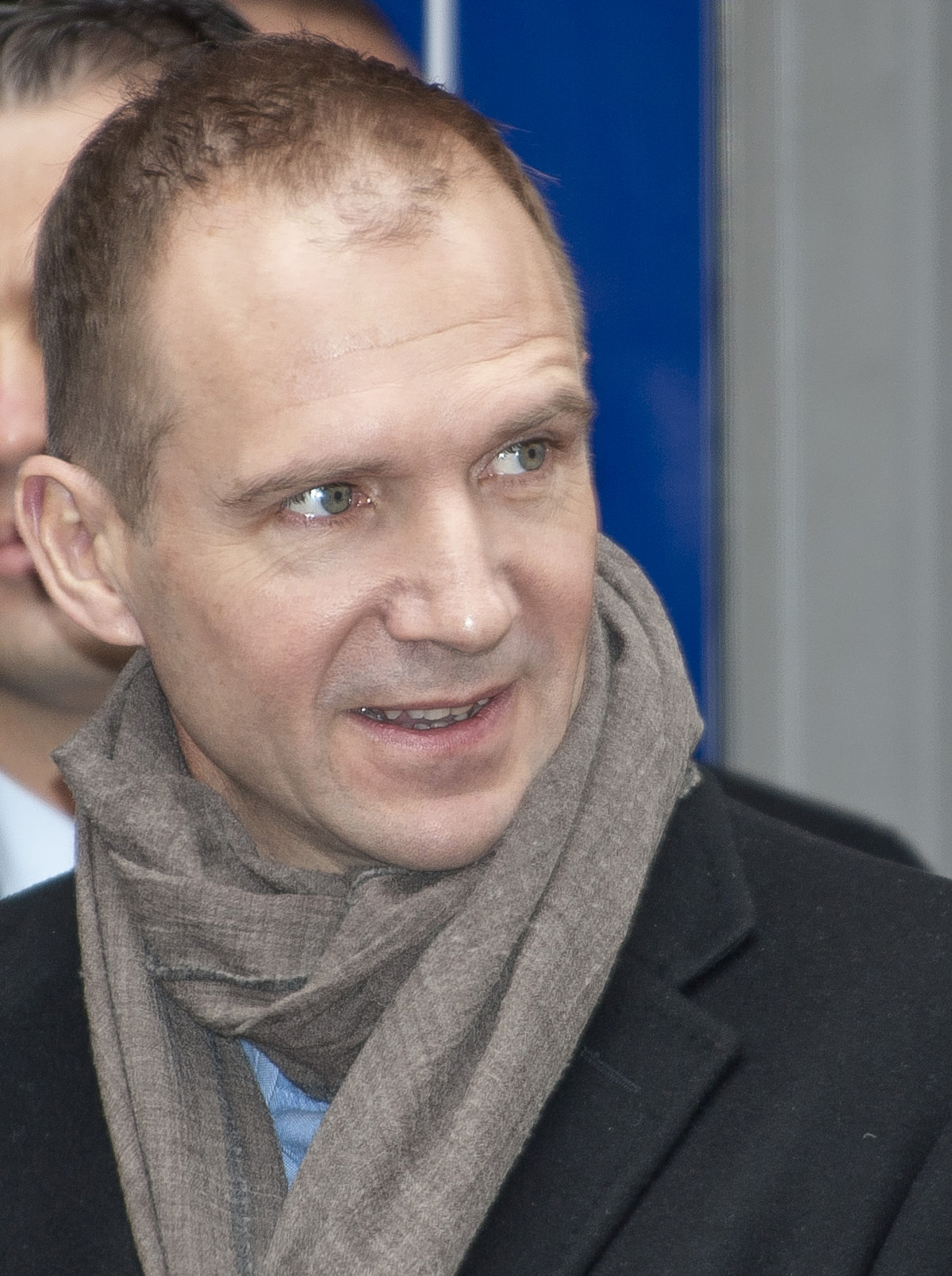
Ralph Fiennes bei der Präsentation seines Films Coriolanus auf der Berlinale 2011

Schon in jungen Jahren fiel seine künstlerische Begabung seiner Mutter auf, die ihn und seine Geschwister intensiv förderte. Ralph Fiennes übernahm in zwei Filmen seiner Schwester (Onegin und Chromophobia) die Hauptrolle.
Ralph Fiennes begann nach der Schule zunächst ein Studium in bildender Kunst an der Chelsea School of Art, wechselte aber nach einem Jahr ins Schauspielfach. Nach erfolgreichem Abschluss an der Royal Academy of Dramatic Art wurde er 1988 von der Royal Shakespeare Company engagiert. Seit 1987 ist er Mitglied des Royal National Theatre.
Fiennes ist der Bühne bis heute eng verbunden. So war er auch nach seinem internationalen Durchbruch mehrfach auf der Bühne zu sehen, beispielsweise als Shakespeares Hamlet oder in Ibsens Brand. Oft wird er deshalb mit Laurence Olivier verglichen.
Im Frühjahr 2006 wirkte er als Frank Hardy in Brian Friels Faith Healer auf der Bühne des Gate Theatre, Dublin, mit. Die erfolgreiche Produktion wechselte im Sommer an den Broadway in New York. 2011 spielte er den Prospero in Shakespeares Der Sturm am Theatre Royal Haymarket. 2016 spielte er in London die Titelrolle in Shakespeares Richard III. am Almeida Theatre, wo er bereits früher den Hamlet (1995), Richard II. (2000) und Coriolanus (2010) gespielt hatte.
1991 startete er mit A Dangerous Man: Lawrence After Arabia seine Filmkarriere. Die Darstellung des KZ-Kommandanten Amon Göth in Schindlers Liste brachte ihm eine Oscar-Nominierung ein, ebenso die Rolle des Laszlo Almasy in Der englische Patient.
Seine Rollenauswahl reicht von historischen Figuren wie T. E. Lawrence, Marcel Proust über Romanverfilmungen, z. B. Michael Ondaatjes Der englische Patient, Peter Careys Oscar und Lucinda, Graham Greenes Das Ende einer Affäre, Alexander Puschkins Eugen Onegin, moralisch fragwürdigen Menschen (oder Bösewichten) (Quiz Show, Roter Drache) bis zu romantischen Helden wie in Maid in Manhattan.
1998 wirkte er in der Neuverfilmung von Mit Schirm, Charme und Melone an der Seite von Sean Connery und Uma Thurman mit. Der Film floppte jedoch an den Kinokassen.
Ab dem vierten Teil der Verfilmung der Harry-Potter-Reihe (Harry Potter und der Feuerkelch) übernahm Ralph Fiennes die Rolle des Lord Voldemort, Harry Potters Erzfeind.
Darüber hinaus war Fiennes auch Sprecher in zahlreichen Hörbuchproduktionen bzw. Synchronsprecher in Zeichentrickfilmen wie Der Prinz von Ägypten, Der Mann der 1000 Wunder oder für den Stop-Motion-Trickfilm Wallace & Gromit – Auf der Jagd nach dem Riesenkaninchen.
Sozial engagiert er sich für UNICEF (Unite for Children, Unite against AIDS), Wildaid und The Constant Gardener Trust.
2011 erhielt Fiennes für Coriolanus, sein Spielfilmdebüt als Regisseur, eine Einladung in den Wettbewerb der Internationalen Filmfestspiele von Berlin. Dabei handelt es sich um eine moderne Interpretation des gleichnamigen Shakespeare-Stücks. 2013 inszenierte er mit The Invisible Woman seinen zweiten Film.
Im Jahr 2012 spielte Fiennes im James-Bond-Film Skyfall den ehemaligen Geheimagenten Gareth Mallory, der im Verlauf des Films zum neuen „M“ wird. Diese von Fiennes dargestellte Rolle übernimmt somit die Position von Judi Denchs Figur, die diese in insgesamt sieben Bond-Filmen innehatte. 2015 übernahm er die Rolle erneut in Spectre sowie 2021 in Keine Zeit zu sterben.
In dem Film Grand Budapest Hotel (2014), der bei den Berliner Filmfestspielen 2014 den Silbernen Bären erhielt, spielte Fiennes die Hauptrolle. 2014 spielte er unter der Regie von Vera Glagoleva die Rolle des Rakitin in einer russischen Verfilmung des Theaterstücks Ein Monat auf dem Lande von Iwan Turgenjew.
2018 wurde seine dritte Regiearbeit, Nurejew – The White Crow, veröffentlicht, die auf einer Biographie über den Tänzer Rudolf Nurejew basiert. Fiennes selbst übernahm hierin die Rolle des Ballettmeisters Alexander Puschkin. Während der Dreharbeiten in Belgrad erhielt er im September 2017 die serbische Staatsbürgerschaft und den dazugehörigen Pass.
2024 war Fiennes in der Hauptrolle des Kardinal Lawrence in Edward Bergers Film Konklave nach einem Roman von Robert Harris zu sehen.

### Theater
Fiennes, der seit seiner Schulzeit Theater spielt, begann seine berufliche Karriere 1985 am Open Air Theatre im Londoner Regent’s Park mit einer Nebenrolle in Shakespeares Komödie Was ihr wollt. Als Shakespeare-Schauspieler berühmt wurde er seit seinen Engagements am Royal National Theatre und als Mitglied der Royal Shakespeare Company. Bis zu seinem ersten Spielfilm 1991 hat er ausschließlich Theater gespielt. Fiennes hat während seiner gesamten Karriere immer wieder auf der Bühne gestanden, 2021 in TS Eliot’s Four Quartets, inszeniert von ihm selbst, auf Tournee an mehreren Stationen in England, zuletzt im Londoner West End und schließlich 2023 in der Titelrolle von Shakespeares Macbeth, inszeniert von Simon Godwin.
| Jahr    | Titel                                                                                          | Rolle                             | Regie                         | Spielort |
| ------- | ---------------------------------------------------------------------------------------------- | --------------------------------- | ----------------------------- | --- |
| 1985    | Was ihr wollt (William Shakespeare)                                                            | Curio                             | Richard Digby Day             | New Shakespeare Company – Open Air Theatre im Regent’s Park, London                                                                         |
| 1985    | Ein Sommernachtstraum (William Shakespeare)                                                    | Spinnweb                          | Toby Robertson                | New Shakespeare Company – Open Air Theatre im Regent’s Park, London Europa-Tournee der New Shakespeare Company                              |
| 1986    | Ein Sommernachtstraum (William Shakespeare)                                                    | Lysander                          | David Conville und Emma Freud | Open Air Theatre in Regent’s Park, London New Shakespeare Company’s European Tour                                                           |
| 1986    | Romeo und Julia (William Shakespeare)                                                          | Romeo                             | Declan Donallan               | New Shakespeare Company – Open Air Theatre in Regent’s Park, London                                                                         |
| 1987    | Sechs Personen suchen einen Autor (Luigi Pirandello)                                           | Sohn                              | Michael Rudman                | National Theatre’s Olivier Theatre, London                                                                                                  |
| 1987    | Väter und Söhne (nach Iwan Turgenew)                                                           | Arkadi Kirsanov                   | Michael Rudman                | National Theatre’s Lyttelton Theatre, London                                                                                                |
| 1988    | Viel Lärm um Nichts (William Shakespeare)                                                      | Claudio                           | Di Trevis                     | Royal Shakespeare Theatre, Stratford-upon-Avon                                                                                              |
| 1988/89 | The Plantagenets: Henry VI, The Rise of Edward IV, Richard III His Death (William Shakespeare) | Heinrich IV., Geist Heinrichs IV. | Adrian Noble                  | Royal Shakespeare Theatre, Stratford-upon-Avon Barbican Theatre, London                                                                     |
| 1989    | König Johann (William Shakespeare)                                                             | Dauphin                           | Deborah Warner                | The Other Place Theatre, Stratford-upon-Avon The Pit Theatre, London                                                                        |
| 1989    | The Man Who Came for Dinner (Moss Hart, George S. Kaufman)                                     | Bert Jefferson                    | Gene Saks                     | The Royal Shakespeare Company – Barbican Theatre, London                                                                                    |
| 1989    | Playing with Trains (Stephen Poliakoff)                                                        |                                   | Ron Daniels                   | The Royal Shakespeare Company – The Pit Theatre, London                                                                                     |
| 1990    | Troilus und Cressida (William Shakespeare)                                                     | Troilus                           | Sam Mendes                    | The Royal Shakespeare Company – Swan Theatre, Stratford-upon-Avon                                                                           |
| 1990    | König Lear (William Shakespeare)                                                               | Edmund                            | Nicholas Hytner               | The Royal Shakespeare Company – Royal Shakespeare Theatre, Stratford-upon-Avon                                                              |
| 1991    | Verlorene Liebesmüh (William Shakespeare)                                                      | König von Navarra                 | Terry Hands                   | Royal Shakespeare Theatre, Stratford-upon-Avon                                                                                              |
| 1995    | Hamlet (William Shakespeare)                                                                   | Hamlet                            | Jonathan Kent                 | Almeida Theatre, London Belasco Theatre, Broadway, New York; Tony Award als bester Schauspieler                                             |
| 1997    | Ivanov (Anton Tschechow)                                                                       | Ivanov                            | Jonathan Kent                 | Almeida Theatre, London Maly-Theater, Moskau                                                                                                |
| 2000    | Coriolanus (William Shakespeare)                                                               | Coriolanus                        | Jonathan Kent                 | Almeida Theatre – Gainsborough Film Studios in Shoreditch, London, Brooklyn Academy of Music – Harvey Theatre; Brooklyn, New York City      |
| 2000    | Richard II. (William Shakespeare)                                                              | Richard II.                       | Jonathan Kent                 | Almeida Theatre – Gainsborough Film Studios in Shoreditch, London, Brooklyn Academy of Music – Harvey Theatre; Brooklyn, New York City      |
| 2001    | The Play What I Wrote (Hamish McCollu u. a.)                                                   | Sir Ralph Fiennes                 | Kenneth Branagh               | Wyndham’s Theatre, West End, London |
| 2003    | The Talking Cure (Die Methode) (Christopher Hampton)                                           | C. G. Jung                        | Howard Davies                 | Royal National Theatre’s Cottesloe Theatre, London                                                                                          |
| 2003    | Brand (Henrik Ibsen)                                                                           | Brand                             | Adrian Noble                  | The Royal Shakespeare Company – Swan Theatre, Stratford-upon-Avon Theatre Royal Haymarket, London                                           |
| 2005    | Julius Caesar (William Shakespeare)                                                            | Marcus Antonius                   | Deborah Warner                | Barbican Centre, London, Europa-Tournee, u. a. Théatre de la danse Chaillot                                                                 |
| 2006    | Faith Healer (Brian Friel)                                                                     | Frank Hardy                       | Jonathan Kent                 | Gate-Theater Dublin Booth Theatre, Broadway, New York City                                                                                  |
| 2007    | First Love (nach Samuel Beckett)                                                               | Monolog                           | Michael Colgan                | Sydney Festival |
| 2008    | Der Gott des Gemetzels (Yasmina Reza)                                                          | Alan Reille                       | Matthew Warchus               | Gielgud Theatre, Westend, London |
| 2008    | König Ödipus (Sophokles)                                                                       | Ödipus                            | Jonathan Kent                 | Royal National Theatre, London |
| 2011    | Der Sturm (William Shakespeare)                                                                | Prospero                          | Trevor Nunn                   | Theatre Royal Haymarket, London |
| 2015    | Man and Superman (G. B. Shaw)                                                                  | Jack Tannen                       | Simon Godwin                  | Royal National Theatre, London |
| 2016    | Baumeister Solness (Henrik Ibsen)                                                              | Halvard Solness                   | Matthew Warchus               | Old Vic Theatre, London |
| 2016    | Richard III. (William Shakespeare)                                                             | Richard                           | Rupert Goold                  | Almeida Theatre, London Brijuni Ulysses Theatre, Brioni, Kroatien                                                                           |
| 2018    | Antonius und Cleopatra (William Shakespeare)                                                   | Antonius                          | Simon Godwin                  | Royal National Theatre |
| 2020    | Beat the Devil (David Hare)                                                                    | Monolog                           | Nicholas Hytner               | Bridge Theatre, London |
| 2021    | TS Eliot’s Four Quartets (T. S. Eliot)                                                         | Monolog                           | Ralph Fiennes                 | Theatre Royal Bath; anschließend Tournee durch England,                                                                                     |
| 2022    | Straight Line Crazy (David Hare)                                                               | Robert Moses                      | Nicholas Hytner               | Bridge Theatre, London The Shed, New York                                                                                                   |
| 2023    | Macbeth (William Shakespeare)                                                                  | Macbeth                           | Simon Godwin                  | The Depot, Liverpool, anschließend Royal Highland Centre in Edinburgh, Dock X in London und Shakespeare Theatre Company in Washington, D.C. |

## Filmografie

### Als Schauspieler
- 1991: A Dangerous Man: Lawrence After Arabia
- 1992: Stürmische Leidenschaft (Emily Brontë’s Wuthering Heights)
- 1993: Der Todesvogel (The Cormorant)
- 1993: Das Wunder von Mâcon (The Baby of Macon)
- 1993: Schindlers Liste (Schindler’s List)
- 1994: Quiz Show
- 1995: Strange Days
- 1996: Der englische Patient (The English Patient)
- 1997: Oscar und Lucinda (Oscar and Lucinda)
- 1998: Mit Schirm, Charme und Melone (The Avengers)
- 1999: Ein Hauch von Sonnenschein (Sunshine)
- 1999: Onegin – Eine Liebe in St. Petersburg (Onegin)
- 1999: Das Ende einer Affäre (The End of the Affair)
- 2000: How Proust Can Change Your Life (Dokudrama)
- 2002: Spider
- 2002: Der Dieb von Monte Carlo (The Good Thief)
- 2002: Roter Drache (Red Dragon)
- 2002: Manhattan Love Story (Maid in Manhattan)
- 2005: Der ewige Gärtner (The Constant Gardener)
- 2005: Glück in kleinen Dosen (The Chumscrubber)
- 2005: Harry Potter und der Feuerkelch (Harry Potter and the Goblet of Fire)
- 2005: The White Countess
- 2005: Chromophobia
- 2006: Land of the Blind
- 2006: Bernard and Doris
- 2007: Harry Potter und der Orden des Phönix (Harry Potter and the Order of the Phoenix)
- 2008: Brügge sehen … und sterben? (In Bruges)
- 2008: Die Herzogin (The Duchess)
- 2008: Tödliches Kommando – The Hurt Locker (The Hurt Locker)
- 2008: Der Vorleser (The Reader)
- 2010: Kampf der Titanen (Clash of the Titans)
- 2010: Eine zauberhafte Nanny – Knall auf Fall in ein neues Abenteuer (Nanny McPhee and the Big Bang)
- 2010: Cemetery Junction
- 2010: Harry Potter und die Heiligtümer des Todes – Teil 1 (Harry Potter and the Deathly Hallows: Part 1)
- 2011: Coriolanus
- 2011: Die Verschwörung – Verrat auf höchster Ebene (Page Eight, Fernsehfilm)
- 2011: Harry Potter und die Heiligtümer des Todes – Teil 2 (Harry Potter and the Deathly Hallows: Part 2)
- 2012: Zorn der Titanen (Wrath of the Titans)
- 2012: James Bond 007: Skyfall (Skyfall)
- 2012: Große Erwartungen (Great Expectations)
- 2013: The Invisible Woman
- 2014: Grand Budapest Hotel (The Grand Budapest Hotel)
- 2014: Die Verschwörung – Tödliche Geschäfte (Turks & Caicos, Fernsehfilm)
- 2014: Die Verschwörung – Gnadenlose Jagd (Salting the Battlefield, Fernsehfilm)
- 2014: Two Women (Две женщины)
- 2015: James Bond 007: Spectre (Spectre)
- 2015: A Bigger Splash
- 2016: Hail, Caesar!
- 2016: The Works (Kurzfilm)
- 2017: Sea Sorrow
- 2018: Nurejew – The White Crow (The White Crow)
- 2018: Holmes & Watson
- 2019: Official Secrets
- 2021: Die Ausgrabung (The Dig)
- 2021: Denen man vergibt (The Forgiven)
- 2021: James Bond 007: Keine Zeit zu sterben (No Time to Die)
- 2021: The King’s Man: The Beginning
- 2022: Harry Potter 20th Anniversary: Return to Hogwarts (Fernsehspecial)
- 2022: The Menu
- 2022: TS Eliot’s Four Quartets
- 2023: Ich sehe was, was du nicht siehst (The Wonderful Story of Henry Sugar, Kurzfilm)
- 2023: Der Schwan (The Swan, Kurzfilm)
- 2023: Der Rattenfänger (The Rat Catcher, Kurzfilm)
- 2023: Gift (Poison, Kurzfilm)
- 2024: Konklave (Conclave)
- 2024: The Return
- 2025: 28 Years Later

### Als Regisseur
- 2011: Coriolanus
- 2013: The Invisible Woman
- 2018: Nurejew – The White Crow (The White Crow)

### Als Sprecher
- 1998: Der Prinz von Ägypten (The Prince Of Egypt, Stimme des Ramses)
- 2000: Der Mann der 1000 Wunder (The Miracle Maker – The Story of Jesus, Stimme des Jesus)
- 2005: Wallace & Gromit – Auf der Jagd nach dem Riesenkaninchen (Wallace & Gromit: The Curse of the Were-Rabbit, Stimme für Lord Victor Quatermaine)
- 2016: Kubo – Der tapfere Samurai (Kubo and the Two Strings, Stimme für den Moon King)
- 2017: The LEGO Batman Movie (Stimme für Alfred Pennyworth)
- 2020: Die fantastische Reise des Dr. Dolittle (Dolittle, Stimme für Barry)

## Auszeichnungen

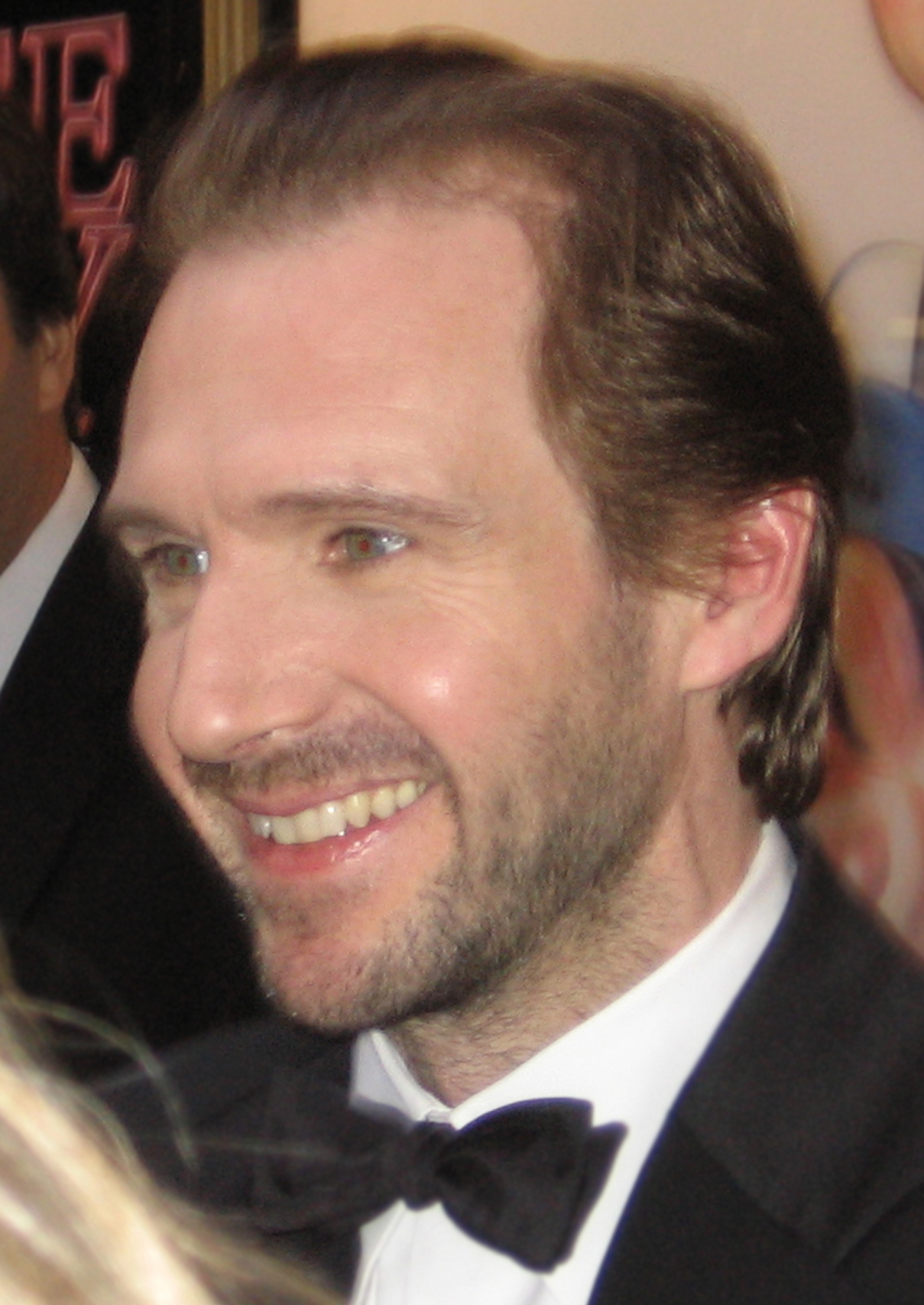
Fiennes 2006 bei der Verleihung der Tony Awards

Ralph Fiennes wurde mit 41 Preisen ausgezeichnet und erhielt neben drei Oscar-Nominierungen weitere 103 Nominierungen.
- 1994: Oscar- und Golden-Globe-Nominierung als bester Nebendarsteller für Schindlers Liste
- 1994: BAFTA Award als bester Nebendarsteller für Schindlers Liste
- 1994: Boston Society of Film Critics Award als bester Nebendarsteller für Schindlers Liste
- 1994: Chicago Film Critics Association Award als bester Nebendarsteller für Schindlers Liste
- 1994: Dallas-Fort Worth Film Critics Association Award als bester Nebendarsteller für Schindlers Liste
- 1994: National Society of Film Critics Award als bester Nebendarsteller für Schindlers Liste
- 1994: New York Film Critics Circle Award als bester Nebendarsteller für Schindlers Liste
- 1994: Nominierung – Los Angeles Film Critics Association Award als bester Nebendarsteller für Schindlers Liste
- 1994: Nominierung – MTV Movie Award für den besten Durchbruch für Schindlers Liste
- 1995: Tony Award als bester Hauptdarsteller für Hamlet
- 1996: Saturn-Award-Nominierung als bester Hauptdarsteller für Strange Days
- 1997: Oscar- und Golden-Globe-Nominierung als bester Hauptdarsteller für Der englische Patient
- 1997: BAFTA-Nominierung als bester Hauptdarsteller für Der englische Patient
- 1996: Nominierung-Satellite Award als bester Darsteller für Der englische Patient
- 1996: Nominierung-Screen Actors Guild Award für das beste Ensemble für Der englische Patient
- 1996: Nominierung-Screen Actors Guild Award als bester Darsteller für Der englische Patient
- 1996: Nominierung-Southeastern Film Critics Association Award als bester Darsteller für Der Englische Patient
- 1999: Goldene-Himbeere-Nominierungen als schlechtester Schauspieler und schlechtestes Leinwandpaar (mit Uma Thurman) für Mit Schirm, Charme und Melone
- 2000: BAFTA-Nominierung als bester Hauptdarsteller für Das Ende einer Affäre
- 2000: Europäischer Filmpreis als bester Darsteller für Ein Hauch von Sonnenschein
- 2005: British Independent Film Award als bester Hauptdarsteller für Der ewige Gärtner
- 2005: BAFTA-Nominierung als bester Hauptdarsteller für Der ewige Gärtner
- 2006: Evening Standard British Film Award als bester Hauptdarsteller für Der ewige Gärtner
- 2006: Nominierung-Tony Award als bester Hauptdarsteller für Faith Healer
- 2009: Golden-Globe-Nominierung als bester Nebendarsteller für Die Herzogin
- 2009: Golden-Globe-Nominierung als bester Hauptdarsteller in einer Mini-Serie oder Fernsehfilm für Bernard and Doris
- 2009: British Independent Film Awards-Nominierung als bester Nebendarsteller für Die Herzogin
- 2011: BAFTA-Nominierung Outstanding Debut by a British Writer, Director or Producer für Coriolanus
- 2014: Denver Film Critics Society als bester Schauspieler für Grand Budapest Hotel
- 2014: Indiana Film Journalists Association als bester Schauspieler für Grand Budapest Hotel
- 2014: BAFTA-Nominierung für den besten Schauspieler in einer Hauptrolle für Grand Budapest Hotel
- 2014: Nominierung-Broadcast Film Critics Association Award als bester Schauspieler für Grand Budapest Hotel
- 2014: Broadcast Film Critics Association Award als bester Schauspieler in einer Komödie für Grand Budapest Hotel
- 2014: Nominierung-Golden Globe Award for Best Actor-Motion Picture Musical or Comedy für Grand Budapest Hotel
- 2014: Nominierung-San Diego Film Critics Society Award for Best Actor für Grand Budapest Hotel
- 2014: Nominierung-Utah Film Critics Association Award for Best Actor für Grand Budapest Hotel
- 2015: Empire Awards – Empire Legend
- 2017: Serbische Staatsbürgerschaft als Ehrenbürger der Republik Serbien[14]
- 2018: Evening Standard Theater Award für Antonius und Cleopatra, zusammen mit Sophie Okonedo[15]
- 2018: Europäischer Filmpreis – Beste europäische Leistung im Weltkino[16]
- 2019: CineMerit Award[17]
- 2023: Nominierung-Golden Globe Award als Bester Hauptdarsteller – Komödie/Musical für The Menu
- 2025: Nominierung-Golden Globe Award als Bester Hauptdarsteller – Drama für Konklave
- 2025: Nominierung-Oscar als Bester Hauptdarsteller für Konklave

## Sprecher (Auswahl)
Ralph Fiennes hat mehrfach Prosa und Gedichte für Audiomedien eingelesen:
- Peter Carey: Oscar and Lucinda, Random House, 1997, ISBN 0-679-46098-5 (gekürzte Fassung, Audiokassetten)
- Rudyard Kipling Readings by Ralph Fiennes at Bateman’s with incidental music, Droffig, 2003 (CD); Neuauflage: Orchid Classics, 2010 (CD)
- Love Bade Me Welcome: Songs and Poetry from the Renaissance, BIS, 2005 (CD)
- Michael Ondaatje: The English Patient, Random House Audio, 2007, ISBN 0-7393-4394-7 (gekürzte Fassung; CD)
- T. S. Eliot: Four Quartets, Faber & Faber, 2009, ISBN 0-571-24959-0 (CD)

## Deutsche Synchronstimmen
Fiennes wird in den deutschen Synchronfassungen seiner Filme meistens von Udo Schenk gesprochen, der diese Aufgabe erstmals 1993 für Der Todesvogel übernahm. Weitere Sprecher, die Fiennes in mehr als einem Film synchronisierten, sind Marcus Off (Der ewige Gärtner, Glück in kleinen Dosen, Land of the Blind), Tobias Meister (Strange Days, Das Ende einer Affäre) Tom Vogt war sein Synchronsprecher in Der Vorleser. In dem für seine Karriere wichtigen Film Schindlers Liste wird er von dem Österreicher Peter Faerber gesprochen.